# Magic Potion
Magic Potion – czwarta płyta długogrająca amerykańskiego duetu The Black Keys, pierwsza nagrana dla Nonesuch Records. Muzycy kontynuują swój surowy styl nasączonego bluesem rockowego grania, kładąc nacisk na agresywne riffy. Widoczne są wpływy klasycznych dokonań pionierów heavy rocka (riff w stylu "Heartbreaker" Led Zeppelin w "Just a Little Heat").
Płyta dotarła do pozycji 95. na amerykańskiej liście Billboard 200.

## Lista utworów
Album jest pierwszym w dorobku duetu, który składa się wyłącznie z kompozycji ich autorstwa (Dan Auerbach, Patrick Carney).
1. "Just Got to Be" – 3:01
2. "Your Touch" – 2:45
3. "You're the One" – 3:29
4. "Just a Little Heat" – 3:42
5. "Give Your Heart Away" – 3:27
6. "Strange Desire" – 4:22
7. "Modern Times" – 4:22
8. "The Flame" – 4:36
9. "Goodbye Babylon" – 5:56
10. "Black Door" – 3:31
11. "Elevator" – 3:44

## Single
- "Your Touch" (2006)
- "Just Got To Be" (2007)

## Twórcy
- Dan Auerbach – gitara, śpiew
- Patrick Carney – perkusja